# Paralelizm walutowy
Paralelizm walutowy – występowanie w jednym kraju dwóch walut.